# Cœur d'Aryenne
Cœur d'Aryenne est un roman de Jean Malonga. Sa première publication,  en 1953, est commémorée comme l'acte de naissance de la littérature congolaise,. La célébration du soixantième anniversaire de celle-ci en 2013 a été suivie d'une réédition de l'œuvre aux éditions Hémar et Présence africaine,.
Le texte traite plusieurs thèmes souvent repris par la suite dans de nombreux romans congolais : l'identité culturelle, le métissage racial, l'unité nationale, la réhabilitation de l'opprimé et la coexistence pacifique des communautés.

## Résumé
Véritable histoire d'amour entre le jeune noir Mambéké, fils de Yoka et de Dongo, et la jeune blanche Solange, fille de Roch Morax ; toute la fiction se déroule à Mossaka en Afrique-Équatoriale française lors de la colonisation européenne. Négrophobe, violent et raciste, Roch Morax veut à tout prix mettre fin à cette relation si forte. Un jour, quand il découvre que sa fille est enceinte d'un noir, il cherche à nuire à celui-ci et à l'enfant par des menaces. Solange est prête à tuer son propre père au nom de l'amour afin de protéger son enfant,.